# Costa Rica en el Festival de la OTI
Costa Rica debuta en el Festival de la OTI en su quinta edición de 1976 celebrada en Acapulco, cuando en el teatro Juan Ruiz de Alarcón de dicha ciudad mexicana Félix Ángel quedaba en decimotercer lugar con el tema "Patria".
La televisión costarricense no exhibe triunfos en su historia en el Gran Premio de la Canción Iberoamericana. Si tiene, en cambio, un segundo lugar alcanzado en la Plaza Mayor de Lima en 1997 cuando Erick León obtuvo el segundo premio con el tema "La hora cero", siendo superado solo por México.
Además, Costa Rica albergó una edición internacional del Festival, exactamente al año siguiente de su segundo lugar, cuando el Teatro Nacional de San José, Costa Rica con un escenario de tonos oscuros y con la orquesta de fondo fue sede de la OTI 1998, teniendo como presentadores a Rafael Rojas y la actriz costarricense afincada en México Maribel Guardia. En dicha ocasión el triunfo fue para la televisión chilena.

## Participaciones de Costa Rica en el Festival de la OTI
| Año  | Sede             | Artista                                    | Canción                       | Director orquesta        | Lugar | Pts |
| ---- | ---------------- | ------------------------------------------ | ----------------------------- | ------------------------ | ----- | --- |
| 2000 | Acapulco         | Hernán Corao y Luis Fernando Piedra        | Como la marea                 | William Porras           | F     |     |
| 1998 | San José         | Ana Yancy Contreras y Luis Duvalier Quirós | Vendiendo Ilusiones           |                          | Fin.  |     |
| 1997 | Lima             | Erick León                                 | La hora cero                  | Álvaro Esquivel Valverde | 2     |     |
| 1996 | Quito            | Sergio Coto                                | Que bonito sería              |                          |       |     |
| 1995 | San Bernardino   | Rafael Dubón                               | El buen Felipe                |                          | F     |     |
| 1994 | Valencia         | Ricardo Padilla                            | Como vino, se fue             |                          | SF    |     |
| 1993 | Valencia         | Luis Fernando Piedra                       | Yo soy América                | William Porras           | 12    |     |
| 1992 | Valencia         | Rodolfo González                           | Igual que una mujer enamorada |                          | -     |     |
| 1991 | Acapulco         | Angelus                                    | Todo para ti                  |                          | F     |     |
| 1990 | Las Vegas        | Alejandro Ulate                            | Promesa de amor               |                          | -     |     |
| 1989 | Miami            | Allan MacPherson                           | Denme una guitarra            |                          | -     |     |
| 1988 | Buenos Aires     | Frank Victory                              | Hoy le canto al mundo         | Rodrigo Sáenz            | 10    | 2   |
| 1987 | Lisboa           | Hilda Chacón Mata                          | Soy de un país que ama        | Álvaro Esquivel Valverde |       |     |
| 1986 | Santiago         | Cristina Gutiérrez                         | Bendito seas, varón           | Carlos Guzmán            |       |     |
| 1985 | Sevilla          | Edgar Eduardo Vega                         | Dama y Caballero              | Carlos Guzmán            |       |     |
| 1984 | Ciudad de México | Álvaro Esquivel Valverde                   | Para el ciego del acordeón    |                          |       |     |
| 1983 | Washington D. C. | Manuel Chamorro                            | Gracias amor                  | Carlos Guzmán            | 10    | 54  |
| 1982 | Lima             | Ricardo Padilla                            | La mujer de mi vida           |                          | 4     | 22  |
| 1981 | Ciudad de México | Juan Carlos Wong                           | Cantaré                       |                          | 15    | 8   |
| 1980 | Buenos Aires     | Ricardo Padilla                            | El amor se va                 |                          | 4     | 29  |
| 1979 | Caracas          | Claudia                                    | Vivamos hoy                   |                          | 19    | 2   |
| 1978 | Santiago         | Fernando Vargas                            | Nunca hacia atrás             |                          | 13    | 3   |
| 1977 | Madrid           | Manuel Chamorro                            | Melodía de los amantes        |                          | 16    | 0   |
| 1976 | Acapulco         | Félix Ángel                                | Patria                        |                          | 13    | 2   |

## Festivales organizados en Costa Rica
| Edición  | Ciudad sede | Localización    | Presentandores                 |
| -------- | ----------- | --------------- | ------------------------------ |
| OTI 1998 | San José    | Teatro Nacional | Maribel Guardia y Rafael Rojas |